# Natalio Pescia
Natalio Agustín Pescia (Avellaneda, 1 de enero de 1922-Avellaneda, 11 de noviembre de 1989) fue un futbolista argentino que se desempeñaba en la posición de mediocampista por izquierda.
Surgido de las inferiores de Boca Juniors, desarrolló su carrera como profesional en las décadas de 1940 y de 1950 para el Club Atlético Boca Juniors, el cual fue su único club a lo largo de toda su trayectoria.
Además fue internacional con la Selección Argentina en numerosas oportunidades y llegó a consagrarse un total de 3 veces en la Copa América.
Obtuvo 7 títulos con el equipo «xeneize», entre los cuales se destacan 3 campeonatos de primera división, además de dos copas nacionales, que incluyen una Copa de Competencia Británica y una Copa Carlos Ibarguren, además de 2 Copa de Confraternidad Escobar - Gerona, de carácter internacional y organizadas por la AFA y la AUF.
Formó parte de una línea media que quedó en la historia del «xeneize» y del fútbol argentino en general. Dicho mediocampo lo integraba con sus compañeros de equipo Carlos Adolfo Sosa y Ernesto Lazzatti, siendo los tres símbolos de un equipo que desplegó un juego basado en el fútbol elegante que desplegaban y en su coraje a la hora de disputar los partidos.
Es, junto con Antonio Ubaldo Rattín, los únicos dos futbolistas de Boca Juniors que no jugaron con otra camiseta que no sea la del «xeneize» en la era profesional.
Una tribuna del estadio La Bombonera lleva su nombre y apellido en su honor. Dicha tribuna, conocida popularmente como «La Pescia», es la ubicación permanente de la barrabrava del equipo, La 12.

## Biografía
Nació en la Isla Maciel de Dock Sud en el Partido de Avellaneda, una humilde barriada frente a La Boca. Jugó en Boca Juniors entre 1942 y 1956, siendo este su único club. Luego de retirado se presentó a elecciones para presidente de Boca Juniors siendo derrotado por Alberto José Armando. Falleció en Avellaneda el 11 de noviembre de 1989 a la edad de 67 años.
Llegó a Boca a los 14 años proveniente del equipo amateur Viena.

## Trayectoria

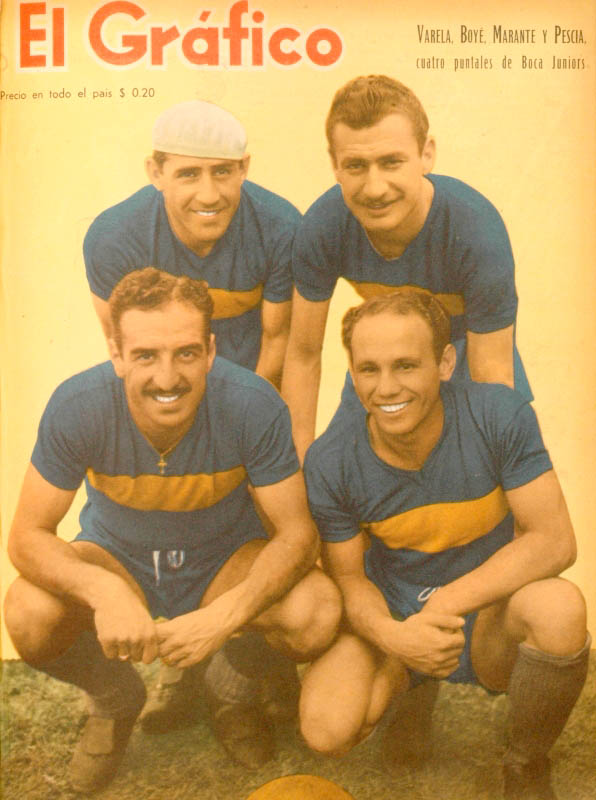
Severino Varela, Mario Boyé, José Marante y Natalio Agustín Pescia

Ingresó a Boca Juniors a los once años, en la séptima división y nunca más lo abandonó. Debutó en primera división el 30 de agosto de 1942 en la derrota 1-2 de visitante contra Chacarita Juniors. A partir de la temporada siguiente formó junto a Ernesto Lazzatti y Carlos Adolfo Sosa un mediocampo temido y respetado por los rivales, que brilló entre 1943 y 1947, lapso en el cual se lograron los campeonatos nacionales de 1943 y 1944, entre otros títulos. En 1954, después de diez años sin obtener el primer lugar en el torneo, de la mano de Pescia como capitán y referente del equipo, el club Xeneize logró salir campeón del campeonato de 1954. 

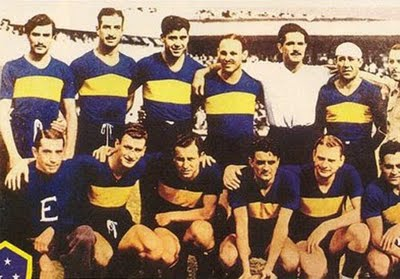
Equipo histórico de Boca Juniors. (Parados): Sosa, Marante, Lazzatti, Pescia, Vacca, Varela. (Sentados): Boyé, Corcuera, Sarlanga, Valussi, Sánchez. Campeones en 1944.

En total, jugó 15 temporadas con la camiseta xeneize, disputando su último partido oficial el 2 de diciembre de 1956, donde Boca Juniors derrotó 4:1 a Huracán. En toda su carrera, jugó 365 partidos oficiales, convirtió 9 goles y consiguió salir campeón en 7 oportunidades.
Lo llamativo es que a pesar de que en 1956 fue su último torneo, comenzó el 1957 entrenando con el equipo profesional, inclusive jugó 4 partidos amistosos para el club. Uno de ellos fue muy curioso debido a que el mismo día que Boca jugaba en Buenos Aires un partido oficial, Natalio Pescia junto a otros 10 jugadores representando al club, disputaron un partido amistoso en el Estadio Defensores del Chaco en Asunción, Paraguay, contra el Club Olimpia, el cual terminó en empate por 3:3. Siendo este su último partido con la camiseta que tanto supo defender.
Se caracterizó por su personalidad y su juego de marca en el mediocampo. En los 14 años que estuvo en Boca, demostró ser un referente y símbolo de la institución, representando perfectamente las características de Boca a lo largo de su larga historia: la "garra" y el "corazón" en cada jugada. Jamás se puso otra camiseta y siempre fue fiel a su amado club.

## Características
Jugaba de Mediocampista central o por izquierda con fuertes habilidades defensivas. su estilo de juego se caracterizó por una gran agresividad  en la presión al rival y su dinamismo, debido a su baja altura. Si bien su juego era duro, pero nunca fue considerado un jugador desleal, de hecho solo lo expulsaron en una sola ocasión. Fue bautizado por los hinchas como El Leoncito, debido a su gran carácter y entrega que desplegaba en cada partido que jugaba. Sin ninguna duda, un hombre fiel al paladar de los bosteros.

## Selección nacional

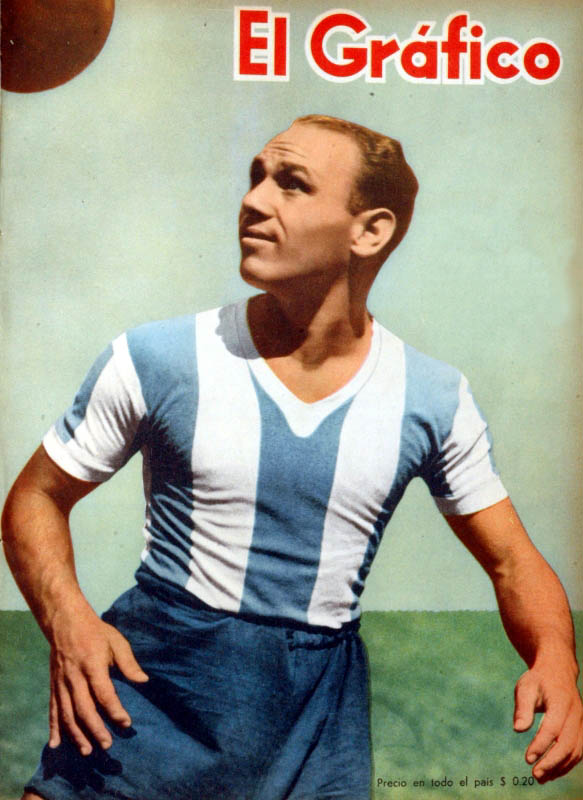

Jugó 12 partidos en la Selección de fútbol de Argentina. Fue convocado por primera vez en 1945 por Guillermo Stábile para disputar el Campeonato Sudamericano 1945, torneo en el cual no disputó ningún partido, pero el equipo logró el título. Sin embargo fue convocado nuevamente para el Campeonato Sudamericano 1946 donde hizo su debut en la selección el 19 de enero contra Bolivia, partido con victoria Argentina por 7-1. Ese año el seleccionado repetiría el título, pero esta vez Pescia participó en 4 encuentros. El año próximo también fue convocado para disputar el Campeonato Sudamericano 1947, donde se adueñó el campo de la selección disputando 6 partidos y consagrándose por tercera vez consecutiva del torneo sudamericano.
Sus últimas dos apariciones en el seleccionado se llevaron a cabo primero en 1951, cuando la Argentina viajó a Londres a disputarle un partido de carácter amistoso a la Selección de fútbol de Inglaterra. Dicho partido se jugó en el Estadio de Wembley y fue el primer encuentro entre ambas selecciones, donde los ingleses se impusieron por 2 goles contra 1. Su último partido fue en 1954 contra Selección de fútbol de Portugal, con victoria de los argentinos por 3-1.

### Participaciones en Copa América
| Copa                         | Sede      | Resultado | Partidos | Goles |
| ---------------------------- | --------- | --------- | -------- | ----- |
| Campeonato Sudamericano 1945 | Chile     | Campeón   | 0        | 0     |
| Campeonato Sudamericano 1946 | Argentina | Campeón   | 4        | 0     |
| Campeonato Sudamericano 1947 | Ecuador   | Campeón   | 6        | 0     |

## Reconocimientos
- La Asociación del Fútbol Argentino lo ha incluido entre los 24 futbolistas argentinos que integran el Salón de la Fama.
- En 1953 los músicos argentinos Roberto Caló y Roberto Enrique Campos, con la ayuda del letrista Jorge Moreira, le conpusieron un tango titulado "A Natalio Pescia".[5]
- En forma de homenaje, la segunda bandeja de la tribuna popular norte de La Bombonera, (a la que va "La 12") lleva hoy su nombre. Ídolo eterno de los Xeneizes.[1]
- En su honor, Roberto Caló, Enrique Campos y Jorge Moreira compusieron el tango "A Natalio Pescia".[6]

## Estadísticas

### Clubes
| Boca Juniors Argentina | 1.ª                 | 1942                | 1   | 0 | -  | - | - | - | 1   | 0 | 0,00 | 3   | 0 |
| Boca Juniors Argentina | 1.ª                 | 1943                | 18  | 1 | 1  | 0 | - | - | 19  | 1 | 0,05 | 5   | 0 |
| Boca Juniors Argentina | 1.ª                 | 1944                | 28  | 1 | 5  | 0 | - | - | 33  | 1 | 0,03 | 14  | 0 |
| Boca Juniors Argentina | 1.ª                 | 1945                | 24  | 3 | 3  | 0 | 2 | 0 | 29  | 3 | 0,10 | 0   | 0 |
| Boca Juniors Argentina | 1.ª                 | 1946                | 29  | 0 | 4  | 0 | 2 | 0 | 35  | 0 | 0,00 | 2   | 0 |
| Boca Juniors Argentina | 1.ª                 | 1947                | 26  | 1 | 1  | 0 | - | - | 27  | 1 | 0,03 | 13  | 0 |
| Boca Juniors Argentina | 1.ª                 | 1948                | 24  | 1 | 1  | 0 | - | - | 25  | 1 | 0,04 | 5   | 0 |
| Boca Juniors Argentina | 1.ª                 | 1949                | 21  | 0 | -  | - | - | - | 21  | 0 | 0,00 | 3   | 0 |
| Boca Juniors Argentina | 1.ª                 | 1950                | 30  | 0 | -  | - | - | - | 30  | 0 | 0,00 | 4   | 0 |
| Boca Juniors Argentina | 1.ª                 | 1951                | 30  | 0 | -  | - | - | - | 30  | 0 | 0,00 | 11  | 0 |
| Boca Juniors Argentina | 1.ª                 | 1952                | 27  | 2 | -  | - | - | - | 27  | 2 | 0,00 | 12  | 0 |
| Boca Juniors Argentina | 1.ª                 | 1953                | 25  | 0 | -  | - | - | - | 25  | 0 | 0,00 | 16  | 0 |
| Boca Juniors Argentina | 1.ª                 | 1954                | 24  | 0 | -  | - | - | - | 24  | 0 | 0,00 | 3   | 0 |
| Boca Juniors Argentina | 1.ª                 | 1955                | 18  | 0 | -  | - | - | - | 18  | 0 | 0,00 | 8   | 0 |
| Boca Juniors Argentina | 1.ª                 | 1956                | 21  | 0 | -  | - | - | - | 21  | 0 | 0,00 | 10  | 0 |
| Boca Juniors Argentina | 1.ª                 | 1957                | -   | - | -  | - | - | - | -   | - | -    | 4   | 0 |
| Boca Juniors Argentina | Total               | Total               | 346 | 9 | 15 | 0 | 4 | 0 | 365 | 9 | 0,03 | 113 | 0 |
| Total en su carrera | Total en su carrera | Total en su carrera | 346 | 9 | 15 | 0 | 4 | 0 | 365 | 9 | 0,03 | 113 | 0 |
| (1)Incluye Copa Adrián C. Escobar (1943 y 1947), Copa de Competencia Británica (1944, 1945, 1946 y 1948), Copa Pedro Pablo Ramírez (1945 y 1946) y Copa Ibarguren (1944). (2)Incluye Copa Confraternidad (1945 y 1946). (3) No incluye datos de partidos amistosos ni categorías inferiores. |                     |                     |     |   |    |   |   |   |     |   |      |     |   |

| 1 | 07-11-1943 | La Bombonera, Argentina                          | Banfield          | 1-1 | 3-1 | Campeonato 1943 |
| 2 | 12-11-1944 | Estadio Arquitecto Ricardo Etcheverri, Argentina | Platense          | 2-2 | 2-2 | Campeonato 1944 |
| 3 | 13-05-1945 | La Bombonera, Argentina                          | Gimnasia (LP)     | 3-1 | 3-1 | Campeonato 1945 |
| 4 | 20-05-1945 | Estadio Arquitecto Ricardo Etcheverri, Argentina | Chacarita Juniors | 0-1 | 3-5 | Campeonato 1945 |
| 5 | 20-05-1945 | Estadio Arquitecto Ricardo Etcheverri, Argentina | Chacarita Juniors | 2-4 | 3-5 | Campeonato 1945 |
| 6 | 18-05-1947 | La Bombonera, Argentina                          | Huracán           | 3-1 | 4-4 | Campeonato 1947 |
| 7 | 06-06-1948 | Estadio Florencio Sola, Argentina                | Banfield          | 0-1 | 0-3 | Campeonato 1948 |
| 8 | 20-04-1952 | La Bombonera, Argentina                          | Platense          | 1-0 | 6-0 | Campeonato 1952 |
| 9 | 05-10-1952 | La Bombonera, Argentina                          | Chacarita Juniors | 1-0 | 3-0 | Campeonato 1952 |

### Selección Argentina
| Selección Argentina Argentina | 1945  | - | - | 0  | 0 | - | - | - | - | 0  | 0 | 0,00 |
| Selección Argentina Argentina | 1946  | - | - | 4  | 0 | - | - | - | - | 4  | 0 | 0,00 |
| Selección Argentina Argentina | 1947  | - | - | 6  | 0 | - | - | - | - | 6  | 0 | 0,00 |
| Selección Argentina Argentina | 1948  | - | - | -  | - | - | - | - | - | -  | - | -    |
| Selección Argentina Argentina | 1949  | - | - | -  | - | - | - | - | - | -  | - | -    |
| Selección Argentina Argentina | 1950  | - | - | -  | - | - | - | - | - | -  | - | -    |
| Selección Argentina Argentina | 1951  | 1 | 0 | -  | - | - | - | - | - | 1  | 0 | 0,00 |
| Selección Argentina Argentina | 1952  | - | - | -  | - | - | - | - | - | -  | - | -    |
| Selección Argentina Argentina | 1953  | - | - | -  | - | - | - | - | - | -  | - | -    |
| Selección Argentina Argentina | 1954  | 1 | 0 | -  | - | - | - | - | - | 1  | 0 | 0,00 |
| Total | Total | 2 | 0 | 10 | 0 | - | - | - | - | 12 | 0 | 0,00 |
| (1)Incluye Campeonatos Sudamericanos 1945, 1946 y 1947. (2)No participó de eliminatorias mundialistas. (3)No participó de Copas del Mundo. |       |   |   |    |   |   |   |   |   |    |   |      |

### Resumen estadístico
| Torneo                | Encuentros | Goles | Prom. |
| --------------------- | ---------- | ----- | ----- |
| Primera División      | 346        | 9     | 0,02  |
| Copas nacionales      | 15         | 0     | 0,00  |
| Copas internacionales | 4          | 0     | 0,00  |
| Selección Argentina   | 12         | 0     | 0,00  |
| Subtotal Oficiales    | 377        | 9     | 0,02  |
| Amistosos             | 113        | 0     | 0,00  |
| Total                 | 490        | 9     | 0,02  |

## Palmarés

### Campeonatos nacionales
| Título                        | Club         | País      | Año  |
| ----------------------------- | ------------ | --------- | ---- |
| Primera División              | Boca Juniors | Argentina | 1943 |
| Primera División              | Boca Juniors | Argentina | 1944 |
| Copa Ibarguren                | Boca Juniors | Argentina | 1944 |
| Copa de Competencia Británica | Boca Juniors | Argentina | 1946 |
| Primera División              | Boca Juniors | Argentina | 1954 |

### Campeonatos internacionales
| Título              | Club         | Sede      | Año  |
| ------------------- | ------------ | --------- | ---- |
| Copa Confraternidad | Boca Juniors | Uruguay   | 1945 |
| Copa Confraternidad | Boca Juniors | Argentina | 1946 |

| Título       | Selección           | Sede      | Año  |
| ------------ | ------------------- | --------- | ---- |
| Copa América | Selección Argentina | Chile     | 1945 |
| Copa América | Selección Argentina | Argentina | 1946 |
| Copa América | Selección Argentina | Ecuador   | 1947 |

### Distinciones individuales
| Distinción       | Club         |
| ---------------- | ------------ |
| One Club Man (*) | Boca Juniors |

(*) Futbolistas que transitaron toda su carrera profesional en un mismo equipo.